# NFL Football (jeu vidéo, 1980)
Pour les articles homonymes, voir NFL Football.
NFL Football (Le Football NFL pour la version canadienne francophone) est un jeu vidéo de football américain développé par APh Technological Consulting et édité par Mattel Electronics, sorti en 1980 sur la console Intellivision sous licence de la National Football League. Il a également été publié sous le nom Football, notamment dans sa version Sears, et porté sur Atari 2600 par M Network en 1982 sous le titre Super Challenge Football, (Le Football de niveau expert pour la version canadienne francophone).

## Développement
Les illustrations du packaging sont de Jerrol Richardson.

## Héritage
Dès 1981, Mattel annonce une adaptation du jeu, intitulée Super NFL Football, compatible avec le module Entertainment Computer System. Mais le projet ne voit jamais le jour avec l'abandon de l'ECS, puis la fermeture de la division Mattel Electronics. Quelques années plus tard, en 1986, INTV édite pour l'Intellivision une version « améliorée », Super Pro Football, introduisant notamment un mode solo contre l'ordinateur.
Football est présent, émulé, dans la compilation Intellivision Lives! (en) sortie sur diverses plateformes, ainsi que dans la compilation Intellivision Classics sortie en 1999 sur PlayStation.
Le 24 mars 2010, NFL Football fait partie des jeux disponibles au lancement du service Game Room (en) de Microsoft, accessible sur Xbox 360 et PC.